# 309 a. C.
El año 309 a. C. fue un año del calendario romano prejuliano. En el Imperio romano se conocía como el Año de la Dictadura de Cursor (o menos frecuentemente, año 445 Ab urbe condita).

## Acontecimientos
- Areus I sucede a su abuelo Cleómenes II como rey de Esparta

## Nacimientos
- Ptolomeo II, rey de Egipto

## Fallecimientos
- Cleómenes II, rey de Esparta.
- Alejandro IV, rey de Macedonia.
- Barsine, noble persa, amante (esposa?) de Alejandro Magno (n. 363 a. C.)